# 神長弘一
神長 弘一（かみなが こういち、1960年1月15日 - ）は、栃木県出身の編曲家・ギタリスト。

## 来歴
1984年、須貝幸生と共に、秋本奈緒美のサポートミュージシャンとして活動。その後、パブリック・イメージに入社し、1987年に小幡洋子、須貝らと「YOCO with LOOK OUT（後のESSEX）」を結成。以後、須貝と共に他アーティストの共同編曲を多く輩出する。ESSEX解散後も編曲家、サポートギタリストとしての活動が主となった。また、映画「ぷるぷる」の挿入歌「ANGEL LOVE」で作曲を担当した（作詞：小茂田理絵）。

## 楽曲提供
☆：月光恵亮プロデュースではない
- 石川寛門『Unknown things』
- infix「100万光年の彼方」（須貝幸生と共同）、「傷だらけの天使になんてなりたいとは思わない」（アルバム『MOTHERLAND』収録バージョン、板倉雅一、須貝幸生と共同）
- Angel's CAMP「Sacrifice」、「ア.メ.ヨ」（Angel's CAMPと共同）
- 荻野目洋子「流行歌手」「NUDIST」（以上、月光恵亮、須貝幸生と共同）
- 川添智久「STAND UP TO THE VICTORY」（川添智久、月光恵亮と共同）、「Oh! Yes キスをしようよ」（川添智久と共同）
- Cublic『Cublic』（前野知常と共同）
- the TABLES『tablemania』（the TABLES、須貝幸生と共同）
- 鈴木慎一郎「風」「MY LOVE」
- 鈴木ユカリ「Dear You」（須貝幸生と共同）
- セクシーメイツ「鏡の中のイブ」（☆、須貝幸生と共同）
- PEARL『NO ONE SEES NO ONE HEARS NO ONE SPEAKS』『JUSTICE』『WINDOW』（以上、月光恵亮、須貝幸生と共同）、「だれがあの空涙の色に」（須貝幸生と共同）
- heath『heath』（heath、須貝幸生と共同）
- BEREEVE「MOTION」（石井ヒトシと共同）、「NAKED MYSELF」「微笑みから始めよう（☆）」「微熱（☆）」（以上、BEREEVEと共同）、「わがままにあたりまえに（☆、BEREEVE、須貝幸生と共同）」
- VELVET GARDEN「Feel Your Heart」（川添智久、月光恵亮と共同）、「ねぇ いいでしょ」（川添智久、月光恵亮、須貝幸生と共同）、「プライドになるよ」（川添智久、須貝幸生と共同）
- 松田樹利亜「シングル・ガール」（前野知常と共同）、「だまってないで」「FOREVER DREAM」「優柔不断」「マイ・フレンド」

『Julia II』「Fly So High」（以上、須貝幸生と共同）「I WANT YOU」「はりさけそうな想い」「I wish you were here」（以上、鷹羽仁と共同）
「この世界のどこかで」「ちゃっかり」「絵に描いたようなTrue Love」「Twinkle, Twinkle, Twinkle Star」「Never Everything 」「ジェットコースター・ランデブー」「I'm Wishing 」「MY LOVE」（以上、月光恵亮、鷹羽仁と共同）「Ambitious」「100億の恋に賭けるよりも1つの夢を抱いて」（月光恵亮、須貝幸生と共同）」
- 三宅亜衣「傷つく勇気が欲しいよ（☆）」
- 宮部ひかり「決意の看板娘（☆）」「MY OLD SPY」（☆、以上、須貝幸生と共同）
- 森下玲可『ZERO』（前野知常と共同）
- Lovenders「テンシのハシゴ（Lovendersと共同）」
- LINDBERG「LINDBERG III」「君に吹く風」「想い出のWater Moon」「July Blue Rain」「I can't live your life」「お願い神様Dreams Come True」「念ずれば花開く」

『EXTRA FLIGHT II -human aircraft-』『LINDBERG VII（以上、須貝幸生、LINDBERGと共同）』『LINDBERG IV（月光恵亮、須貝幸生、佐藤達也、LINDBERGと共同）』「会いたくて -Lover Soul-」
「I LOVE YOU」「SIDE by SIDE」「TIME（以上、月光恵亮、須貝幸生、LINDBERGと共同）」「君のいちばんに…」「アジサイ」「Green Eyed Monster」「ねむりたい」「いいな」
「風ぐるま」「Party Party」『LINDBERG X（月光恵亮、LINDBERGと共同）』『LINDBERG XIII（☆、LINDBERGと共同）』

## レコーディング参加
- 秋本奈緒美『ACT 13』
- KENZI『ON TIME』
- 児島未散『deja-vu』
- 佐久間学『NINETEEN BLUE』「BROKEN GRASS」[2]「ハローガール」[2]「BYE BYE DREAMER」[2]
- 佐藤宣彦『TURNING POINT』
- 高橋克典『BREATHLESS』『HEEL』
- 田村直美「Us 〜空と大地の間で〜」「Touch me」
- 松田樹利亜「I WANT YOU」『STEEL & SILK』
- 山瀬まみ「本日はSEITENナリ」『親指姫ふたたび…』